# Human Powered Health (Frauenteam)/Saison 2024
Dieser Artikel beschreibt die Mannschaft und die Siege des UCI Women’s WorldTeams Human Powered Health in der Saison 2024.

## Mannschaft
| Teamkader 2024                    | Teamkader 2024     | Teamkader 2024         | Teamkader 2024                              |
| Name                              | Geburtsdatum       | Land                   | Vorheriges Team                             |
| --------------------------------- | ------------------ | ---------------------- | ------------------------------------------- |
| Julija Birjukowa                  | 24. Januar 1998    | Ukraine                | UAE Development Team (2023)                 |
| Henrietta Christie                | 23. Januar 2002    | Neuseeland             | Bepink (2021)                               |
| Audrey Cordon-Ragot               | 22. September 1989 | Frankreich             | Zaaf Cycling Team (2023)                    |
| Kristabel Doebel-Hickok           | 28. April 1989     | Vereinigte Staaten     | EF Education-TIBCO-SVB (2023)               |
| Ruth Edwards                      | 9. Juli 1993       | Vereinigte Staaten     | Trek-Segafredo (2021)                       |
| Maëlle Grossetête                 | 10. April 1998     | Frankreich             | FDJ-Suez (2023)                             |
| Romy Kasper                       | 5. Mai 1988        | Deutschland            | AG Insurance-Soudal Quick-Step (2023)       |
| Barbara Malcotti                  | 19. Februar 2000   | Italien                | Valcar-Travel & Service (2021)              |
| Daria Pikulik                     | 6. Januar 1997     | Polen                  | Atom Deweloper-Posciellux.pl-Wrocław (2022) |
| Wiktoria Pikulik                  | 15. Juni 1998      | Polen                  | MAT Atom Deweloper Wrocław (2023)           |
| Marit Raaijmakers                 | 2. Juni 1999       | Niederlande            | Parkhotel Valkenburg (2021)                 |
| Katia Ragusa                      | 19. Mai 1997       | Italien                | Liv Racing TeqFind (2023)                   |
| Lily Williams                     | 24. Juni 1994      | Vereinigte Staaten     | Hagens Berman-Supermint (2019)              |
| Alice Wood                        | 17. Juli 1995      | Vereinigtes Königreich | Canyon-SRAM Racing (2022)                   |
| Silvia Zanardi                    | 3. März 2000       | Italien                | Bepink (2023)                               |
| Linda Zanetti                     | 10. März 2002      | Schweiz                | UAE Development Team (2023)                 |
| Giada Borghesi (2. Jul.–31. Dez.) | 27. November 2002  | Italien                | Aromitalia-Basso Bikes-Vaiano (2021)        |
|                                   |                    |                        |                                             |
| Quelle: ProCyclingStats           |                    |                        |                                             |

## Siege
| Siege    | Siege                                                     | Siege       | Siege  | Siege               | Siege |
| Datum    | Rennen                                                    | Staat       | Klasse | Sieger              |       |
| -------- | --------------------------------------------------------- | ----------- | ------ | ------------------- | ----- |
| 1. Apr.  | Ronde de Mouscron                                         | Belgien     | 1.1    | Daria Pikulik       |       |
| 18. Jun. | Ukrainische Meisterschaften, Einzelzeitfahren der Frauen  | Ukraine     | CN     | Julija Birjukowa    |       |
| 20. Jun. | Schweizer Meisterschaften, Einzelzeitfahren der Frauen    | Schweiz     | CN     | Elena Hartmann      |       |
| 20. Jun. | Französische Meisterschaften, Einzelzeitfahren der Frauen | Frankreich  | CN     | Audrey Cordon-Ragot |       |
| 30. Jun. | Lotto Thüringen Ladies Tour, Gesamtwertung                | Deutschland | 2.Pro  | Ruth Edwards        |       |
| 7. Jul.  | 2-Districtenpijl women                                    | Belgien     | 1.1    | Daria Pikulik       |       |
| 8. Sep.  | Choralis Fourmies Féminine                                | Frankreich  | 1.1    | Silvia Zanardi      |       |

## UCI-Weltranglisten-Platzierungen
| UCI-Ranking | UCI-Ranking             | UCI-Ranking            | UCI-Ranking |
| Fahrer      | Fahrer                  | Land                   | Punkte      |
| ----------- | ----------------------- | ---------------------- | ----------- |
| 32.         | Daria Pikulik           | Polen                  | 1220 P.     |
| 51.         | Ruth Edwards            | Vereinigte Staaten     | 827 P.      |
| 65.         | Giada Borghesi          | Italien                | 681 P.      |
| 79.         | Silvia Zanardi          | Italien                | 576 P.      |
| 117.        | Audrey Cordon-Ragot     | Frankreich             | 351 P.      |
| 131.        | Lily Williams           | Vereinigte Staaten     | 316 P.      |
| 136.        | Henrietta Christie      | Neuseeland             | 303 P.      |
| 138.        | Julija Birjukowa        | Ukraine                | 296.7 P.    |
| 144.        | Linda Zanetti           | Schweiz                | 284 P.      |
| 228.        | Marit Raaijmakers       | Niederlande            | 178 P.      |
| 271.        | Barbara Malcotti        | Italien                | 139 P.      |
| 326.        | Romy Kasper             | Deutschland            | 112 P.      |
| 334.        | Alice Wood              | Vereinigtes Königreich | 109 P.      |
| 489.        | Katia Ragusa            | Italien                | 68 P.       |
| 738.        | Maëlle Grossetête       | Frankreich             | 32 P.       |
| 1311.       | Kristabel Doebel-Hickok | Vereinigte Staaten     | 3 P.        |